# Castillo de Armadale

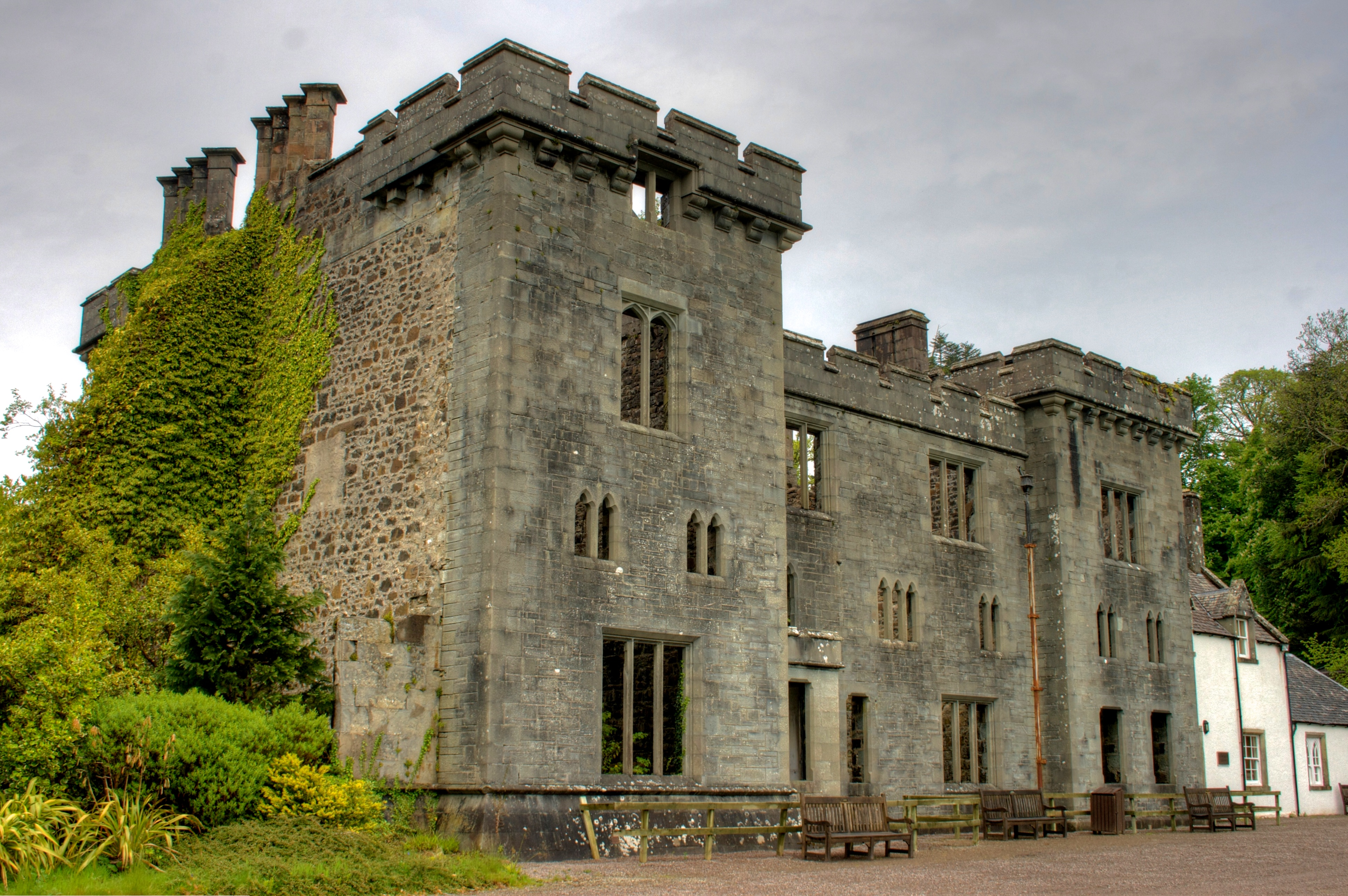
El castillo de Armadale.

El Castillo de Armadale (en inglés, Armadale Castle) es una casa de campo en ruinas en Armadale, en la isla de Skye, anterior residencia de los McDonald. Primero se construyó una mansión alrededor de 1790; en 1815, a un lado de la casa, un edificio con aspecto de castillo en Scottish baronial style (estilo arquitectónico escocés originario del siglo XVI), sin funciones defensivas, diseñado por James Gillespie Graham. Después de 1855 la parte de la casa destruida por el fuego fue reemplazada por un ala central, diseñada por David Bryce. Desde 1925 el castillo, abandonado por la familia MacDonald, ha quedado en ruinas. Los jardines alrededor del mismo se han conservado y actualmente son la sede del Clan Donald Centre, que administra el Museo de las Islas.